# Alicante
Alicante je glavno mesto istoimenske province Alicante, ki ima pristanišče in je industrijsko središče.

## Zgodovina
Mesto Alicante je bilo poseljeno že v starem veku. Med letoma 713 in 1265 je bilo pod Mavri.
Mesto Alicante imenujejo tudi »biser Mediterana«, saj je s svojim ugodnim podnebjem in prekrasnimi plažami dobil priznanje Modra zastava Evropske unije za najlepše in najbolj ekološko urejen kraj. S 335.000 prebivalci Alicante združuje vse prednosti manjšega mesta z bogatim kulturnim življenjem, z mlado univerzo, in uspešnim gospodarstvom ter številnimi lokalnimi festivali.

## Gospodarstvo
Okoli mesta je razvito vinogradništvo, kjer pridelujejo vino alicante.